# Olympische Sommerspiele 2020/Teilnehmer (Luxemburg)
| Gelbes Symbol für Goldmedaillen mit stilisierten Olympischen Ringen | Graues Symbol für Silbermedaillen mit stilisierten Olympischen Ringen | Braundes Symbol für Bronzemedaillen mit stilisierten Olympischen Ringen |
| ------------------------------------------------------------------- | --------------------------------------------------------------------- | ----------------------------------------------------------------------- |
| —                                                                   | —                                                                     | —                                                                       |

Luxemburg nahm an den Olympischen Spielen 2020 in Tokio teil. Es war die insgesamt 25. Teilnahme an Olympischen Sommerspielen. Es wurden insgesamt zwölf Sportlerinnen und Sportler in sieben Sportarten nominiert.

## Teilnehmer nach Sportarten

### Bogenschießen
| Athleten      | Wettbewerb | Qualifikation | Qualifikation | 1. Runde | 1. Runde | 2. Runde      | 2. Runde      | Achtelfinale  | Achtelfinale  | Viertelfinale | Viertelfinale | Halbfinale    | Halbfinale    | Finale        | Finale        | Rang |
| Athleten      | Wettbewerb | Ringe         | Rang          | Gegner   | Ergebnis | Gegner        | Ergebnis      | Gegner        | Ergebnis      | Gegner        | Ergebnis      | Gegner        | Ergebnis      | Gegner        | Ergebnis      | Rang |
| ------------- | ---------- | ------------- | ------------- | -------- | -------- | ------------- | ------------- | ------------- | ------------- | ------------- | ------------- | ------------- | ------------- | ------------- | ------------- | ---- |
| Männer        |            |               |               |          |          |               |               |               |               |               |               |               |               |               |               |      |
| Jeff Henckels | Einzel     | 646           | 55            | M. Gazoz | 0:6      | ausgeschieden | ausgeschieden | ausgeschieden | ausgeschieden | ausgeschieden | ausgeschieden | ausgeschieden | ausgeschieden | ausgeschieden | ausgeschieden | 33   |

### Leichtathletik
Laufen und Gehen 
| Athleten        | Wettbewerb | Runde 1     | Runde 1 | Halbfinale  | Halbfinale | Finale      | Finale | Rang |
| Athleten        | Wettbewerb | Zeit        | Rang    | Zeit        | Rang       | Zeit        | Rang   | Rang |
| --------------- | ---------- | ----------- | ------- | ----------- | ---------- | ----------- | ------ | ---- |
| Männer          |            |             |         |             |            |             |        |      |
| Charles Grethen | 1500 m     | 3:41,90 min | 31      | 3:32,86 min | 7          | 3:36,80 min | 12     | 12   |

 Springen und Werfen 
| Athleten     | Wettbewerb  | Qualifikation | Qualifikation | Finale        | Finale        | Rang |
| Athleten     | Wettbewerb  | Weite/Höhe    | Rang          | Weite/Höhe    | Rang          | Rang |
| ------------ | ----------- | ------------- | ------------- | ------------- | ------------- | ---- |
| Männer       |             |               |               |               |               |      |
| Bob Bertemes | Kugelstoßen | 20,16 m       | 21            | ausgeschieden | ausgeschieden | 21   |

### Radsport

#### Straße
| Athleten          | Wettbewerb       | Zeit         | Rang |
| ----------------- | ---------------- | ------------ | ---- |
| Frauen            |                  |              |      |
| Christine Majerus | Straßenrennen    | 3:55:13 h    | 20   |
| Christine Majerus | Einzelzeitfahren | 34:34,13 min | 21   |
| Männer            |                  |              |      |
| Kevin Geniets     | Straßenrennen    | 6:15:38 h    | 37   |
| Michel Ries       | Straßenrennen    | 6:21:46 h    | 73   |

### Reiten

#### Dressurreiten
| Athleten                                           | Wettbewerb | Prozent    | Prozent            | Rang |
| Athleten                                           | Wettbewerb | Grand Prix | GP Kür             | Rang |
| -------------------------------------------------- | ---------- | ---------- | ------------------ | ---- |
| Nicolas Wagner Ehlinger mit Quater Back Junior Frh | Einzel     | 70,512 %   | nicht qualifiziert | 25   |

### Schwimmen
| Athleten            | Wettbewerb     | Vorlauf     | Vorlauf | Halbfinale    | Halbfinale    | Finale        | Finale        | Rang |
| Athleten            | Wettbewerb     | Zeit        | Rang    | Zeit          | Rang          | Zeit          | Rang          | Rang |
| ------------------- | -------------- | ----------- | ------- | ------------- | ------------- | ------------- | ------------- | ---- |
| Frauen              |                |             |         |               |               |               |               |      |
| Julie Meynen        | 50 m Freistil  | 25,36 s     | 25      | ausgeschieden | ausgeschieden | ausgeschieden | ausgeschieden | 25   |
| Julie Meynen        | 100 m Freistil | 55,69 s     | 32      | ausgeschieden | ausgeschieden | ausgeschieden | ausgeschieden | 32   |
| Männer              |                |             |         |               |               |               |               |      |
| Raphaël Stacchiotti | 200 m Lagen    | 2:03,17 min | 42      | ausgeschieden | ausgeschieden | ausgeschieden | ausgeschieden | 42   |

### Tischtennis
| Athleten       | Wettbewerb | 1. Runde         | 1. Runde | 2. Runde      | 2. Runde      | 3. Runde      | 3. Runde      | Achtelfinale  | Achtelfinale  | Viertelfinale | Viertelfinale | Halbfinale    | Halbfinale    | Finale/Platz 3 | Finale/Platz 3 | Rang  |
| Athleten       | Wettbewerb | Gegner           | Erg.     | Gegner        | Erg.          | Gegner        | Erg.          | Gegner        | Erg.          | Gegner        | Erg.          | Gegner        | Erg.          | Gegner         | Erg.           | Rang  |
| -------------- | ---------- | ---------------- | -------- | ------------- | ------------- | ------------- | ------------- | ------------- | ------------- | ------------- | ------------- | ------------- | ------------- | -------------- | -------------- | ----- |
| Frauen         |            |                  |          |               |               |               |               |               |               |               |               |               |               |                |                |       |
| Ni Xialian     | Einzel     | —                | —        | Shin Yubin    | 3:4           | ausgeschieden | ausgeschieden | ausgeschieden | ausgeschieden | ausgeschieden | ausgeschieden | ausgeschieden | ausgeschieden | ausgeschieden  | ausgeschieden  | 33–48 |
| Sarah De Nutte | Einzel     | Polina Trifonowa | 3:4      | ausgeschieden | ausgeschieden | ausgeschieden | ausgeschieden | ausgeschieden | ausgeschieden | ausgeschieden | ausgeschieden | ausgeschieden | ausgeschieden | ausgeschieden  | ausgeschieden  | 49–64 |

### Triathlon
| Athleten       | Wettbewerb | Zeit      | Rang |
| -------------- | ---------- | --------- | ---- |
| Männer         |            |           |      |
| Stefan Zachäus | Einzel     | 1:52:21 h | 44   |